# 樋口俊夫
樋口 俊夫（ひぐち としお、1925年 - 2022年4月11日）は、大阪府出身の薬局経営者。ヒグチ産業創業者、元社長、元会長。

## 経歴・人物
旧制四條畷中学（現大阪府立四條畷高等学校）、大阪薬学専門学校（現大阪大学医学部）卒。1945年陸軍軍医学校を経て、戦後、国立兵庫病院勤務。1947年、大阪市京橋にて、「ヒグチ薬局店」を開業。その後1954年にヒグチ産業の前身となる「京浜薬局」を立ち上げ、「薬ヒグチ」の全国チェーン展開を進めるようになる。
樋口は、この「薬ヒグチ」の全国チェーン展開を「目標!!427店」と掲げる。創業当時の日本には42700件もの薬局があり、その1%に相当する427店を目指して本部と各地の薬局とのフランチャイズ契約を結ぶことによって全国展開を進めた。自らがゾウに乗って高らかにそれを宣言するコマーシャルメッセージが注目を集めた。この427店の目標は1980年に成就され、のちに上一ケタ目の4を足し算の1と3に分解して「目標!!1327店」という新しい目標に挑戦するようになった。
この後、薬局のほか、配置薬、旅行業、写真現像（DPE）といった新規事業に進出し、近年のドラッグストアと呼ばれる薬局の経営の多角化を推進するようになった。
現・ヒグチ産業代表取締役・樋口俊一は長男である。